# Yingyong Yodbuangarm
Yingyong Yodbuangarm· (en tailandés: ยิ่งยง ยอดบัวงาม, 25 de diciembre de 1962) es un cantante tailandés de la música Luk thung de Tailandia. Se hizo famoso a partir de 1986.

## Biografía
Nacido el 25 de diciembre de 1962, nació en la provincia de Sisaket. Se graduó de la Universidad de Thonburi. 
En julio de 1992, Yingyong lanza su album llamado "Ying Yong Mar Laew Vol.1". Ying Yong Mar Leaw Vol.1 se convirtió en un sorprendente éxito a finales de 1992 hasta principios de 1993, en gran parte debido a su primer sencillo «Somsri es una puta» (en tailandés: สมศรี 1992), esta canción Wut Warakan fue compuesta por Kittisak Sainamthip. 

## Discografía

### Álbumes musicales
Boxing Sound
- 1992 - 1998 : Ying Yong Mar Laew Vol. 1-8

Topline Diamond
- 2001 - Kin Yar Phid Song
- 2005 - Phom Took Prak Pram
- 2012 - No Kantrum

### Sencillos
Boxing Sound
- 1992 - 
  - Somsri 1992 (สมศรี 1992/Somsri es una puta)
  - Ying Yong Mar Laew (ยิ่งยงมาแล้ว)
  - Pai Dee Terd Nong (ไปดีเถิดน้อง)
  - Fao Rak Fao Khoy (เฝ้ารักเฝ้าคอย)
- 1993 - Taxi Gub Nang Lom (แท็กซี่กับนางโลม)
- 1994 - Chang Thong Rong Hai (ช่างทองร้องไห้)

Independiente
- 2022 - Aeb Mia Song Line (แอบเมียส่งไลน์)